# Eric Bergquist
Eric Mauritz Bergquist, född 9 oktober 1855 i Örebro församling, Örebro län, död ogift 3 april 1906 i Örebro församling, Örebro län, var en svensk fotograf, predikant, sångare och diktare. 
Bergquists mor dog när han var blott tio dagar gammal och hans far dog då han var nio år. Bergquist gick i skola i Falun och Örebro, och arbetade sedan både som handelsbiträde och kontorist innan han 1880 övertog en Bernhard Hakeliers fotografiateljé. Till en början drev han ateljén tillsammans med fotograften Halldin, men på grund av kompanjonens sjukdom köpte Bergquist ut honom redan efter något år. Trots att Bergquist på grund av religiösa skäl till skillnad från övriga fotografer höll stängt på söndagar gick rörelsen bra. Han avslutade dock 1895 sin verksamhet och övergick helt till författarverksamhet. ”Hans glada sätt och vinnande yttre gjorde honom uppskattad i sällskapskretsar”, skriver Oscar Lövgren. 
En sommarsöndag 1878 övertalade en kvinnlig släkting honom att följa med till ett möte, där pastor Per August Ahlberg predikade, och därefter var Bergquist en bekännande kristen. ”Denna predikan kom att förvandla den unge mannens hela livssyn och levnadssätt” (O. Lövgren). Snart började han predika och ägnade sig med särskilt intresse åt barnverksamhet. Till slut lämnade Bergquist fotografiateljén och gick helt upp i det kristna arbetet, till stor del genom författarskap. Han hade redan tidigt börjat skriva poesi, och efter omvändelsen blev det framför allt kristen sådan. 
Hans första sångsamling, Barna-Sånger, utgavs 1887, och 1890 påbörjade han utgivningen av sitt storverk Förbundssånger, vars första häfte omfattade ett 20-tal sånger av Bergquist, och vars sista och 15:e upplaga innehöll 202 sånger. Fyra av hans sånger finns med i Svenska Missionsförbundets sångbok 1920 (SMF 1920). Utöver detta finns han representerad i bland annat Herde-Rösten 1892, Hjärtesånger 1895, EFS:s Sionstoner och Frälsningsarméns sångbok 1990 såväl som 1968 (FA 1990 eller FA 1968) samt i Lova Herren 1987 med fyra psalmer (LH nr 416 med viss tvekan hans, nr 686, 689 och 760).  
Bergquist använde signaturen ”Eric” eller ”Onkel Eric”. Han är begravd på Olaus Petri kyrkogård i Örebro.

## Psalmer och sånger
- Bakom bergen sjunker solen (FA 1968 nr 523) Finns på Wikisource.
- Din jaspismur, de gators guld (SMF 1920 nr 447) Bergquist har bearbetat texten. Finns på Wikisource.
- Endast i Gud har min själ sin ro (LH nr 416)
- En gång i himlens bröllopssal (Herde-Rösten 1892 nr 483) Finns på Wikisource.
- En källa flödar djup och klar (Hjärtesånger 1895 nr 93)
- Fader, dig till oss vänd (Hjärtesånger 1895 nr 180)
- Göm mig, Jesus, vid ditt hjärta (SMF 1920 nr 401 v.1-2) Finns på Wikisource.
- Halleluja! Han lever än (SMF 1920 nr 149) Finns på Wikisource.
- Han gläds över bruden med jublande fröjd (Herde-Rösten 1892 nr 333) Finns på Wikisource.
- Herre, se vi väntar alla (nr 52 i Den svenska psalmboken 1986 Finns på Wikisource.
- I Kristi stridsmän tågen med mod i striden ut (Herde-Rösten 1892 nr 327)
- Kommen, låtom oss med glädje sjunga (Herde-Rösten 1892 nr 362)
- Låt oss, som spejarna (Hjärtesånger 1895 nr 181)
- Mäktige Gud, som i den forna tiden (Hjärtesånger 1895 nr 182)
- Nu vi skiljas, systrar, bröder! (Sionstoner nr 791) Finns på Wikisource.
- När ditt mod i striden sviktar (Segertoner  1930 nr 44) Finns på Wikisource.
- O, jag vet ett härligt land (FA 1968, nr 559) Finns på Wikisource.
- Se, Jesus står vid hjärtats dörr (Sionstoner nr 768, LH nr 760) Finns på Wikisource.
- Skönt det är i kvällens timma (SMF 1920 nr 675) Finns på Wikisource.
- Snart skall bröllop firas (Herde-Rösten 1892 nr 240, LH nr 686)
- Så frukta dig icke, du väntande brud (Herde-Rösten 1892 nr 227, LH nr 689) Finns på Wikisource.
- Såsom hjorten törstig längtar (Sionstoner nr 699) Finns på Wikisource.
- Till Gittit vill jag sjunga som fordom Korahs barn (Herde-Rösten 1892 nr 239)
- Tänk vilken underbar nåd av Gud (FA 1990 nr 653) Finns på Wikisource.
- Välkommen, stilla sabbatsdag (Hjärtesånger 1895 nr 183)
- Ändå, ändå! (SMF 1920 nr 348)